# Dajr Szarki
Dajr Szarki (arab. ‏دير شرقي‎) – miejscowość w Syrii, w muhafazie Idlib. W spisie z 2004 roku liczyła 4429 mieszkańców.
W czasie wojny w Syrii znalazła się pod kontrolą terrorystów HTS, 24 stycznia 2020 odbita przez syryjską armię.